# Pierre Mortefon
Pierre Mortefon (* 8. Mai 1989 in Narbonne) ist ein französischer Profi-Windsurfer. Sein bisher größter Erfolg ist der Weltmeistertitel 2019.

## Leben
Mortefon begann mit elf Jahren mit dem Windsurfen. 2004 debütierte er im Windsurf World Cup bei einem Super-X Event in Leucate. Regelmäßig an den Wettbewerben teilzunehmen begann er allerdings erst zur Saison 2008. Nachdem er sich zuvor nie bisher als Platz 12 klassieren konnte, schaffte er im Jahr 2014 mit seinem ersten Podestplatz und seinem ersten Sieg den Durchbruch. Ein Jahr später verpasste er den Weltmeistertitel im Slalom trotz gleicher Punktzahl wie Seriensieger Antoine Albeau nur aufgrund der geringeren Anzahl an Eventsiegen. Auch in den folgenden Jahren konnte er sich immer in den Top 3 der World-Cup-Wertung klassieren.
In der Saison 2019 konnte er mit drei Eventsiegen und zwei zweiten Rängen den ersehnten Weltmeistertitel einfahren.
Die Slalom- und Foil-Weltmeisterin von 2021 bzw. 2022, Marion Mortefon, ist seine Schwester.

## Erfolge

### World-Cup-Wertungen
| Saison | Slalom | Slalom | Foil  | Foil   | Super-X | Super-X |
| Saison | Platz  | Punkte | Platz | Punkte | Platz   | Punkte  |
| ------ | ------ | ------ | ----- | ------ | ------- | ------- |
| 2004   | –      | –      | –     | –      | 55.     | ?       |
| 2008   | 50.    | 1671   | –     | –      | –       | –       |
| 2009   | 31.    | 5727   | –     | –      | –       | –       |
| 2010   | 16.    | 6651   | –     | –      | –       | –       |
| 2011   | 15.    | 8223   | –     | –      | –       | –       |
| 2012   | 18.    | 8174   | –     | –      | –       | –       |
| 2013   | 12.    | 5244   | –     | –      | –       | –       |
| 2014   | 3.     | 9890   | –     | –      | –       | –       |
| 2015   | 2.     | 10269  | –     | –      | –       | –       |
| 2016   | 2.     | 8202   | –     | –      | –       | –       |
| 2017   | 3.     | 4960   | 10.   | 2800   | –       | –       |
| 2018   | 3.     | 50.100 | 13.   | 27.300 | –       | –       |
| 2019   | 1.     | 40.700 | 6.    | 29.000 | –       | –       |
| 2021   | 2.     | 10.200 | –     | –      | –       | –       |
| 2022   | 7.     | 19.600 | –     | –      | –       | –       |
| 2023   | 4.     | 39.700 | –     | –      | –       | –       |

### World-Cup-Siege
- 24 Podestplätze, davon acht Siege:

| Datum                   | Ort                | Land          | Disziplin |
| ----------------------- | ------------------ | ------------- | --------- |
| 01.07.2014 – 06.07.2014 | Awaza              | Turkmenistan  | Slalom    |
| 17.08.2015 – 22.08.2015 | Alaçatı            | Türkei        | Slalom    |
| 24.11.2015 – 29.11.2015 | Nouméa             | Neukaledonien | Slalom    |
| 07.06.2016 – 12.06.2016 | Sant Pere Pescador | Spanien       | Slalom    |
| 28.09.2018 – 07.10.2018 | Sylt               | Deutschland   | Slalom    |
| 17.04.2019 – 22.04.2019 | Marignane          | Frankreich    | Slalom    |
| 10.05.2019 – 15.05.2019 | Yokosuka           | Japan         | Foil      |
| 18.11.2019 – 23.11.2019 | Nouméa             | Neukaledonien | Slalom    |

### Weitere Erfolge
- Sieger Défi Wind 2010 und 2015[3]
- Französischer Meister: 2006, 2007, 2010, 2011, 2014[3]